# Юсупово (Вачский район)
Юсу́пово — деревня в Вачском районе Нижегородской области. Входит в состав Филинского сельсовета.

## История
Деревня впервые упоминается в окладных книгах 1676 года в составе Кубовского прихода, в ней было 1 двор помещиков, 5 дворов крестьянских и 1 бобыльский.
В конце XIX — начале XX века деревня входила в состав Монаковской волости Муромского уезда Владимирской губернии. В 1859 году в деревне числилось 15 дворов, в 1905 году — 46 дворов, в 1926 году — 59 дворов.
С 1929 года деревня входила в состав Черновского сельсовета Вачского района Горьковского края, с 1936 года — в составе Горьковской области, с 1954 года — в составе Филинского сельсовета.

## Население
| 1859 | 1905 | 1926 | 1999 | 2002 | 2010 |
| ---- | ---- | ---- | ---- | ---- | ---- |
| 125  | ↗206 | ↗261 | ↘61  | ↗62  | ↘37  |